# Малик-Поровець
Ма́лик-По́ровець (болг. Малък Поровец) — село в Разградській області Болгарії. Входить до складу общини Ісперих.

## Населення
За даними перепису населення 2011 року у селі проживали 329 осіб.
Національний склад населення села:
| Національність   | Кількість осіб | Відсоток |
| ---------------- | -------------- | -------- |
| турки            | 194            | 61,8%    |
| болгари          | 118            | 37,6%    |
| не визначились   | 0              | 0%       |
| Всього відповіли | 314            |          |

Розподіл населення за віком у 2011 році:
Динаміка населення: